# Dora Söderberg

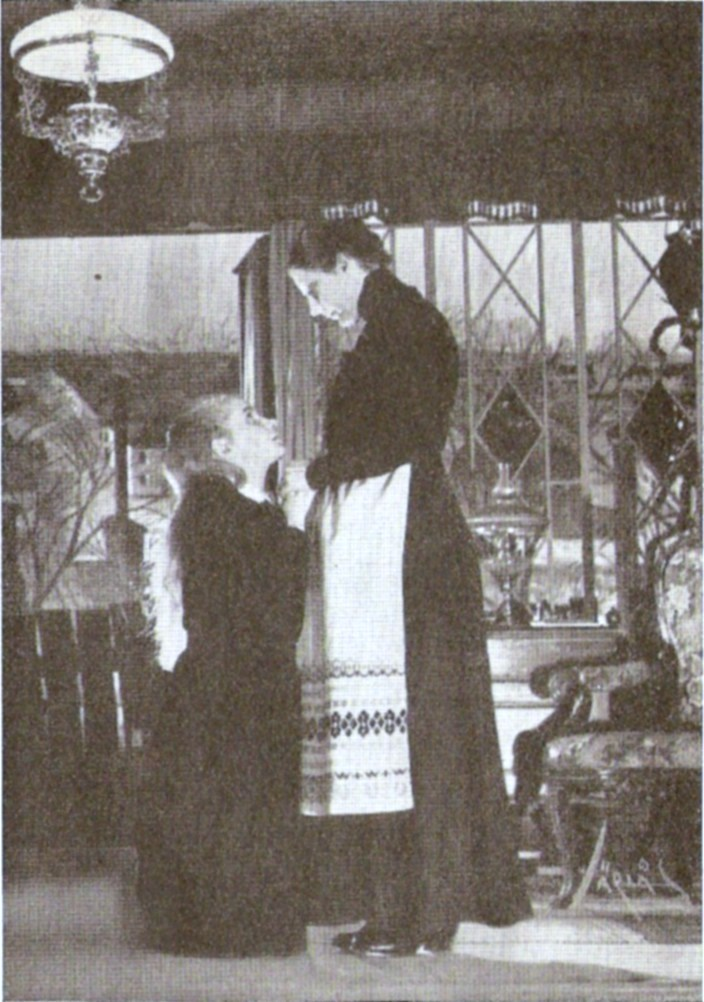
Doris Svedlund com Eleonora i Dora Söderberg com La Mare a l'obra d'August Strindberg Påsk (Teatre Dramaten el 18 d'abril de 1946)

Dora Söderberg (10 de novembre de 1899- 9 de novembre de 1990) fou una actriu teatral i cinematogràfica de nacionalitat sueca.

## Biografia
Nascuda a Katarina församling, Suècia, era la filla gran de Märta Söderberg i Hjalmar Söderberg, i els seus germans eren l'historiador Tom Söderberg, l'escriptor Mikael Söderberg i l'actriu Betty Söderberg. Es va casar l'any 1925 amb el director i actor Rune Carlsten, amb el qual va tenir un fill, el director Rolf Carlsten.
Dora Söderberg va escollir aviat la professió teatral, estudiant a l'escola del Teatre Dramaten entre 1917 i 1919. En aquest temps com a alumna, ella va treballar en obres teatrals com Cyrano de Bergerac i Äfventyret.
A la tardor de 1919 es va comprometre per treballar en el Lorensbergsteatern de Göteborg amb el director Per Lindberg. En aquest teatre van actuar Georg Blickingberg, Carl Ström, F.O. Öberg, Dora Söderberg, més endavant en la temporada Elsa Widborg i, de manera ocasional, Astri Torsell. Dora Söderberg va treballar en el Lorensbergsteatern durant sis temporades, fins a la primavera de 1925, fent durant aquest temps no menys de quaranta papers diferents.
El 12 de setembre de 1919, a l'estrena al Lorensbergsteatern de la peça de Gustaf af Geijerstam Stor-Klas och Lill-Klas, Dora Söderberg va interpretar a Kajsa. Va ser la primera direcció de Knut Ström en aquest teatre, després d'arribar a Göteborg procedent de Düsseldorf.
Entre els personatges interpretats per Dora Söderberg figuren "Celia" a Al vostre gust, "Ofelia" a Hamlet (1920 i 1922), "Marie-Louise" a Royal Suedois (1922), el paper del títol a Caputxeta Vermella (1922) i "Acàcia" a Åtrå (1923). Aquest mateix any va ser també "Vivan" a Aftonstjärnan, una obra en un acte escrita pel seu pare entre 1911 i 1912, i que es va estrenar mundialment al març de 1912 a l'Intima teatern. Un altre dels seus papers destacats va ser el de "Julieta", al costat de Gabriel Alw com "Romeu" en Romeu i Julieta.
Quan el Oscarsteatern va funcionar sota la direcció de Gösta Ekman i John W. Brunius els anys 1926-27, Dora Söderberg formava part de la seva companyia teatral, actuant allà fins a l'any 1932. Entre les seves obres en aquests anys figuren la de Romain Rolland Spelet om kärleken och döden i Från nio till sex.
Durant uns anys va treballar com a actriu independent, actuant en gires i en diferents teatres, i a partir de 1936-1937 i fins a 1954-1955 va tenir un contracte amb el Teatre Dramaten.
Després va actuar pel Riksteatern i el Östgötateatern, participant en obres com Les tres germanes i El bon soldat Švejk, abans de tornar al Dramaten els anys 1964-1965 treballant amb Ingmar Bergman en l'estrena de l'obra d'Harry Martinson Tre knivar från Wei i a Klas Klättermus.
En el Dramaten va treballar amb diversos directors, entre ells Rune Carlsten, el seu marit. A l'estiu de 1940, durant la Segona Guerra Mundial el Dramaten va fer una gira per Gotland amb "Fältteatern". A Visby es va representar la comèdia de Vilhelm Moberg Marknadsafton, amb direcció de Rune Carlsten.
Al llarg de la seva carrera en el Dramaten, Dora Söderberg va fer 82 papers entre 1917 i 1986. El seu últim paper, el de "Koketten", va tenir lloc l'any 1986 sota la direcció d'Ingmar Bergman en l'obra de Strindberg El somni.
Així i tot, l'any 1989, amb gairebé noranta anys, va participar en la sèrie televisiva de SVT Maskrosbarn, escrita i dirigida per Marianne Ahrne. Ella també va actuar en diferents produccions televisives i cinematogràfiques produïdes al llarg d'un període de més de sis dècades, treballant amb artistes com Vilgot Sjöman i la parella Hans Alfredson i Tage Danielsson.
Daura Söderberg va morir a Bromma församling, Estocolm, Suècia, l'any 1990.

## Teatre
- 1919: Äventyret, de Gaston Armen de Caillavet i Robert de Flers, escenografia de Karl Hedberg, Dramaten
- 1922: Vi och de våra, de John Galsworthy, escenografia de Per Lindberg, Lorensbergsteatern[10]
- 1925: Fröken X, Box 1742, de Cyril Harcourt, escenografia de Rune Carlsten, Djurgårdsteatern[11]
- 1925: Det stora barndopet, de Oskar Braaten, escenografia de Pauline Brunius, Vasateatern[12]
- 1925: Mamma, de José Germain i Paul Moncousin, Vasateatern[13]
- 1926: Morfars hus, d'Ejnar Smith, escenografia de Gunnar Klintberg, Vasateatern[14][15]
- 1927: La feréstega domada, de William Shakespeare, escenografia de Gösta Ekman i Johannes Poulsen, Oscarsteatern[16]
- 1927: Bättre folk, de Avery Hopwood i David Gray, escenografia de Pauline Brunius, Oscarsteatern[17][18]
- 1927: Dibbuk - Mellan tvenne världar, de S. Ansky, escenografia de Robert Atkins, Oscarsteatern[19]
- 1928: Broadway, de Philip Dunning i George Abbott, escenografia de Mauritz Stiller, Oscarsteatern[20]
- 1929: Vinya 37:de gatan, de Elmer Rice, escenografia de Svend Gade, Oscarsteatern[21]
- 1930: Henrik VIII, de William Shakespeare, escenografia de Thomas Warner, Oscarsteatern[22]
- 1930: En liten olycka, de Floyd Dell i Thomas Mitchell, escenografia de Gösta Ekman, Oscarsteatern[23]
- 1930: Äventyr på fotvandringen, de Jens Christian Hostrup, escenografia de Rune Carlsten, Oscarsteatern[24]
- 1930: Farmors revolution, de Jens Locher, escenografia de Pauline Brunius, Oscarsteatern[25]
- 1930: Gustav Vasa, d'August Strindberg, escenografia de Gunnar Klintberg, Oscarsteatern[26]
- 1931: 9 till 6, d'Aimée Stuart i Philip Stuart, escenografia de Pauline Brunius, Oscarsteatern[27]
- 1931: Peter Pa, de J.M. Barrie, escenografia de Palle Brunius, Oscarsteatern[28]
- 1932: Den farliga vägen, d' A.A. Milne, escenografia d'Anders de Wahl, gira[29]
- 1932: Càndida, de George Bernard Shaw, escenografia de Gösta Ekman, Vasateatern[30]
- 1936: Fridas visor, de Birger Sjöberg, escenografia de Rune Carlsten, Dramaten
- 1937: Skönhet, de Sigfrid Siwertz, escenografia de Alf Sjöberg, Dramaten
- 1937: Eva gör sense barnplikt, de Kjeld Abell, escenografia de Rune Carlsten, Dramaten
- 1937: Vår ära och vår makt, de Nordahl Grieg, escenografia d'Alf Sjöberg, Dramaten
- 1937: Höfeber, de Noël Coward, escenografia d'Alf Sjöberg, Dramaten
- 1937: En sån dag!, de Dodie Smith, escenografia de Rune Carlsten, Dramaten
- 1938: Älskling, jag ger mig…, de Mark Reed, escenografia de Olof Molander, Dramaten
- 1938: Kvinnorna, de Clare Boothe Llueix, escenografia de Rune Carlsten, Dramaten[31]
- 1938: Sex trappor upp, d'Alfred Gehri, escenografia de Pauline Brunius, Dramaten
- 1939: Mitt i Europa, de Robert I. Sherwood, escenografia de Rune Carlsten, Dramaten
- 1939: Nederlaget, de Nordahl Grieg, escenografia de Svend Gade, Dramaten
- 1939: Guldbröllop, de Dodie Smith, escenografia de Carlo Keil-Möller, Dramaten
- 1940: Den lilla hovkonserten, de Toni Impekoven i Paul Verhoeven, escenografia de Rune Carlsten, Dramaten
- 1941: Gudarna le, de A.J. Cronin, escenografia de Carlo Keil-Möller, Dramaten
- 1943: Kungen, de Robert de Flers, Emmanuel Arène i Gaston Armen de Caillavet, escenografia de Rune Carlsten, Dramaten
- 1944: Innanför murarna, de Henri Nathansen, escenografia de Carlo Keil-Möller, Dramaten
- 1948: En vildfågel, de Jean Anouilh, escenografia de Rune Carlsten, Dramaten
- 1950: Chéri, de Colette, escenografia de Mimi Pollak, Dramaten
- 1959: Ungdoms ljuva fågel, de Tennessee Williams, escenografia de Per Gerhard, Vasateatern[32]
- 1961: Oliver!, de Lionel Bart, escenografia de Sven Aage Larsen, Oscarsteatern[33]
- 1964: Tre knivar från Wei, d'Harry Martinson, escenografia d'Ingmar Bergman, Dramaten[34]
- 1971: Sol, vad vill du mig?, de Birger Norman, escenografia de Ingvar Kjellson, Dramaten
- 1977: Ranstadvalsen, de Jan Guillou i Gunnar Ohrlander, escenografia de Margaretha Byström, Dramaten

## Filmografia

### Cinema
- 1933: Tystnadens hus
- 1934: Karl Fredrik regerar
- 1935: Valborgsmässoafton
- 1945: Barnen från Frostmofjället
- 1948: Lars Hård
- 1956: Moln över Hellesta
- 1958: Mannekäng i rött
- 1958: Körkarlen
- 1963: Prins Hatt under jorden
- 1964: Att älska
- 1967: Jag är nyfiken gul
- 1975: Släpp fångarne loss, det är vår!
- 1976: Långt borta och nära
- 1978: En och en
- 1983: P&B
- 1987: Jim och piraterna Blom

### Televisió
- 1970: Röda rummet
- 1979: Mor gifter sig
- 1981: Babels hus
- 1983: Spanarna
- 1983: Den tredje lyckan
- 1989: Maskrosbarn